# Turek (Polen)
Turek (udtale. [ˈturɛk]) er en by i den sydøstlige  del af  voivodskabet Storpolen i  det vestlige centrale del af Polen. Byen   har 24.788(2023) indbyggere og et areal på 	16,16  km², og er administrationsby i  powiatet Turek. 

## Historie
Turek nævnes første gang i den historiske optegnelse i 1136, da den blev opført som tilhørende det ærkebispedømmet i Gniezno. Det modtog sine byrettigheder i 1341. Det var en privat kirkeby, administrativt beliggende i Powiatet Sieradz  i Sieradz voivodeskab i provinsen Storpolen Kongeriget Polens krone. Turek blev annekteret af Preussen i 1793 i Polens anden deling, genvundet af polakkerne og inkluderet i det kortvarige Hertugdømmet Warszawa i 1807 og inkluderet i såkaldte Kongrespolen i 1815, snart tvangsintegreret med det Russiske Kejserrige. Det var dengang hovedstad i et distrikt inden for Kalisz Governorate. Under januaropstanden (1863) var der den 20. august og 28. december 1863  sammenstød mellem polske oprørere og russiske tropper ved Turek. Efter afslutningen af 1. verdenskrig i 1918 blev Turek en del af Anden polske republik, da landet genvandt uafhængighed.